# Comtat de Basàs
El comtat de Basàs (Vasats) o Comtat de Basadès o Vasadès (en francès Bazas o Basadois) fou una jurisdicció feudal d'Aquitània a Gascunya, a l'oest del Comtat d'Agen o Agenès i al sud-est del Comtat de Bordeus.
Sanç IV de Gascunya va cedir els pagus d'Agenès (comtat d'Agen) amb el paus del Condomès annex, i el pagus de Basadès (Comtat de Basàs) al seu fill Gombau, esmentat també com a Garcia, que va renunciar en una data no coneguda però propera al 992, per abraçar la vida religiosa i va ser bisbe d'Auch (va deixar dos fills, un dels quals, Hug, fou comte de Condom i també bisbe); el 992 s'esmenta com a comte d'Agen, que devia incloure també el Basadès, a Garcia Donat, fill de Donat i net de Sanç IV, tronc dels senyors de Doazit extints el 1423; sembla que el comtat va tornar a la branca principal representada pel germà de Gombau, Guillem I (duc de Gascunya del 977 al 997), que portava els títols de comte de Basàs i Agen, i que a la seva mort el va transferir al seu fill Bernat I, i aquest al seu fill Guillem II. A la seva mort vers el 1027 sense successió, el ducat gascó amb els comtats annexes d'Agen (Agenès) i Bordeus van passar al seu germà Sanç VI (1027-1032) i el comtat de Basàs ja no s'esmenta més, havent quedat segurament integrat dins l'Agenès.

## Llista de comtes
- Gombau 977-c. 992
- Garcia Donat c. 992-?
- Guillem I de Gascunya ?-997
- Bernat II (I de Gascunya) 997-1010
- Guillem II de Gascunya 1010-1027
- Part de l'Agenès des 1027